# Liste der Stolpersteine in Warstein
Die Liste der Stolpersteine in Warstein enthält die Stolpersteine, die im Rahmen des gleichnamigen Kunst-Projekts von Gunter Demnig in Warstein verlegt wurden (Stand:Mitte 'Juni 2015). Mit ihnen soll Opfern des Nationalsozialismus gedacht werden, die in Warstein lebten und wirkten.

## Hintergrund
In der Stadt Warstein findet man an 3 Stellen insgesamt 12 Stolpersteine des Künstlers Gunter Demnig.
Mit den Stolpersteinen werden Personen geehrt, die in Warstein ihre Wohn- oder Wirkungsstätte hatten. Die Stolpersteine wurden größtenteils vor dem letzten aus freien Stücken gewählten Wohnhaus der betreffenden Personen verlegt.

## Liste der Stolpersteine

### Verlegte Stolpersteine
| Name                             | Adresse        | Bild | Inschrift                                                                                   | Verlegedatum  | Bild des Hauses |
| -------------------------------- | -------------- | ---- | ------------------------------------------------------------------------------------------- | ------------- | --------------- |
| Willi Cohn                       | Auf’m Bruch 17 |      | Hier wohnte Willi Cohn Jg. 1883 Flucht 1939 Bolivien                                        | 16. März 2015 |                 |
| Regina Cohn geb. Löwenstein      | Auf’m Bruch 17 |      | Hier wohnte Regina Cohn geb. Löwenstein Jg. 1890 Flucht 1939 Bolivien                       | 16. März 2015 |                 |
| Walter Cohn                      | Auf’m Bruch 17 |      | Hier wohnte Walter Cohn Jg. 1913 Flucht 1939 Bolivien                                       | 16. März 2015 |                 |
| Lotte Hirsch geb. Cohn           | Auf’m Bruch 17 |      | Hier wohnte Lotte Hirsch geb. Cohn Jg. 1918 Flucht 1939 Bolivien                            | 16. März 2015 |                 |
| Julius Gonsenhäuser              | Hauptstraße 33 |      | Hier wohnte Julius Gonsenhäuser Jg. 1895 Schutzhaft 1938 Buchenwald ermordet 20.12.1938     | 16. März 2015 |                 |
| Irma Gonsenhäuser geb. Arensberg | Hauptstraße 33 |      | Hier wohnte Irma Gonsenhäuser geb. Arensberg Jg. 1898 deportiert 1941 ermordet in Minsk     | 16. März 2015 |                 |
| Bertha Kaufmann                  | Hauptstraße 94 |      | Hier wohnte Bertha Kaufmann Jg. 1880 deportiert 1942 Theresienstadt 1944 Auschwitz ermordet | 16. März 2015 |                 |
| Moritz Kaufmann                  | Hauptstraße 94 |      | Hier wohnte Moritz Kaufmann Jg. 1885 Flucht 1939 Bolivien                                   | 16. März 2015 |                 |
| Frieda Kaufmann geb. Levinstein  | Hauptstraße 94 |      | Hier wohnte Frieda Kaufmann geb. Levinstein Jg. 1893 Flucht 1939 Bolivien                   | 16. März 2015 |                 |
| Margot Kaufmann                  | Hauptstraße 94 |      | Hier wohnte Margot Kaufmann Jg. 1915 Flucht 1939 Bolivien                                   | 16. März 2015 |                 |
| Erna Kaufmann                    | Hauptstraße 94 |      | Hier wohnte Erna Kaufmann Jg. 1920 Flucht 1939 Bolivien                                     | 16. März 2015 |                 |
| Henriette Kaufmann               | Hauptstraße 94 |      | Hier wohnte Henriette Kaufmann Jg. 1923 Flucht 1939 Bolivien                                | 16. März 2015 |                 |